# Ralbitz-Rosenthal
Ralbitz-Rosenthal (alt sòrab: Ralbicy-Róžant) és un municipi alemany que pertany a l'estat de Saxònia. Es troba a 10 kilòmetres a l'oest de Kamenz. El 2001 el 84,34% eren sòrabs.

## Fills il·lustres
- Gottfried August Homulius (1714-1785) compositor i organista.

## Districtes
- Cunnewitz (Konjecy), 257 h.
- Gränze (Hrańca), 54 h.
- Laske (Łask), 81 h.
- Naußlitz (Nowoslicy), 124 h.
- Neu-Schmerlitz (Nowa Smjerdźaca), eine h.in
- Ralbitz (Ralbicy), 344 h.
- Rosenthal (Róžant), 253 h.
- Schmerlitz (Smjerdźaca), 175 h.
- Schönau (Šunow), 296 h.
- Zerna (Sernjany), 179 h.